# Хулісо Мудау
Хулісо Мудау (англ. Khuliso Mudau, нар. 26 квітня 1995, Музіна) — південноафриканський футболіст, захисник, півзахисник клубу «Мамелоді Сандаунз» та національної збірної ПАР. Виступав також за клуби «Маджезі» та «Блек Леопардс». Чотириразовий чемпіон ПАР.

## Клубна кар'єра
Хулісо Мудау народився 1995 року в місті Музіна, та є вихованцем футбольної школи клубу «ДжДР Старз». У професійному футболі дебютував 2016 року виступами за команду «Маджезі», в якій грав до 2017 року, взявши участь у 18 матчах чемпіонату.
У 2017 році Мудау перейшов до складу клубу «Блек Леопардс», у складі якого грав до 2020 року, та став у складі команди з Полокване гравцем основного складу. З 2020 року футболіст грає у складі команди «Мамелоді Сандаунз», де також став гравцем основного складу. У складі команди Мудау став чотириразовим чемпіоном ПАР.

## Виступи за збірну
У 2022 році Хулісо Мудау дебютував у складі національної збірної ПАР. У складі збірної був учасником Кубка африканських націй 2023 року у Кот-д'Івуарі. Станом на початок 2025 року зіграв у складі збірної 23 матчі, в яких відзначився 1 забитим голом.

## Титули і досягнення
- Чемпіон ПАР (4):

«Мамелоді Сандаунз»: 2020—2021, 2021—2022, 2022—2023, 2023—2024